# Rezolucja Rady Bezpieczeństwa ONZ nr 238
Rezolucja Rady Bezpieczeństwa ONZ nr 238 została przyjęta jednomyślnie 19 czerwca 1967 r.
Rada potwierdziła swoje poprzednie rezolucje w kwestii cypryjskiej oraz przedłużyła mandat Sił Pokojowych ONZ na Cyprze na kolejne 6 miesięcy, do dnia 26 grudnia 1967 r.
Rada wezwała również wszystkie zaangażowane strony do dalszego działania z największą powściągliwością oraz pełną współpracę z siłami pokojowymi.